# Ženski odbojkaški klub Železničar Lajkovac
Lo Ženski odbojkaški klub Železničar Lajkovac è una società pallavolistica femminile serba con sede a Lajkovac: milita nel campionato di Superliga.

## Storia
Lo Ženski odbojkaški klub Železničar Lajkovac viene fondato l'8 giugno 2008. Esordisce in Superliga nella stagione 2012-13: nel 2017 conquista il primo trofeo, ossia la BVA Cup, che le consente di partecipare alla Challenge Cup 2017-18, eliminata ai sedicesimi di finale.
Nella stagione 2017-18 vince la Coppa di Serbia, mentre in quella successiva vince sia la coppa nazionale che lo scudetto. Nell'annata 2019-20 si aggiudica il successo in Supercoppa e in quella 2020-21 conquista per la terza volta la Coppa di Serbia. Nella stagione 2021-22 ottiene nuovamente il successo in Supercoppa.

## Rosa 2020-2021
| N° | Nome                 | Ruolo | Data di nascita | Nazionalità sportiva |
| -- | -------------------- | ----- | --------------- | -------------------- |
| 1  | Vanja Ivanović       | S     | 22 ottobre 2004 | Serbia               |
| 2  | Tamara Marković      | L     | 12 maggio 1996  | Serbia               |
| 3  | Barbara Batinić      | O     | 4 ottobre 2001  | Serbia               |
| 5  | Maja Savić           | C     | 14 agosto 1993  | Serbia               |
| 6  | Aleksandra Uzelac    | S     | 27 luglio 2004  | Serbia               |
| 7  | Nada Mitrović        | S     | 22 ottobre 1994 | Serbia               |
| 9  | Nikolina Zarić       | C     | 25 aprile 2001  | Serbia               |
| 10 | Sara Ranković        | P     | 14 ottobre 1999 | Serbia               |
| 11 | Aleksandra Gajić     | C     | 3 agosto 1993   | Serbia               |
| 13 | Milana Rajlić        | S     | 22 luglio 1997  | Serbia               |
| 14 | Jovana Mirosavljević | C     | 16 gennaio 2000 | Serbia               |
| 16 | Marina Vujović       | L     | 23 gennaio 1984 | Serbia               |
| 19 | Anica Kutlešić       | C     | 4 aprile 1996   | Serbia               |
| 20 | Rada Perović         | P     | 13 aprile 2001  | Serbia               |

## Palmarès
- Campionato serbo: 1

2018-19
- Coppa di Serbia: 3

2017-18, 2018-19, 2020-21
- Supercoppa serba: 2

2019, 2021
- BVA Cup: 1

2017